# 南隍城岛
南隍城岛，位于中华人民共和国华东地区山东半岛以北的渤海海峡中部海域，是庙岛群岛（长山列岛）北部岛群中的一座岛屿，北距北隍城岛约1.2千米。南隍城岛原属山东省长岛县管辖，2020年长岛县与蓬莱市合并成立了烟台市蓬莱区，现南隍城岛属于烟台市蓬莱区管辖，是南隍城乡政府所在地。

## 地理
南隍城岛北隔隍城水道与北隍城岛相邻，西南隔小钦水道与小钦岛相望。南隍城岛形状酷似一支冲锋枪，南北长3.1千米，东西最宽1.6千米。面积1.8442平方千米，海岸线长约13.45千米。最高点位于岛北部的大顶山，海拔100.9米。